# Bert Gadd
Albert (Bert) Gadd (Malvern, Worcestershire, 1909 – 25 november 2003) was een Engelse golfprofessional.

## Carrière
Zijn carrière was succesvol hoewel hij werd onderbroken door twee oorlogen. Hij werd in 1928 pro en greenkeeper van Market Drayton Golf Club. Later gaf hij les op Brand Hall. Van 1933-1938 was hij lid van het nationale team. In 1935 verbrak hij het baanrecord van Aston Hall, door een score van 66 te maken tijdens het Midland Open.
In 1937 won hij het Iers Open door met twee eagles te eindigen en net Max Faulkner in te halen. De hoofdprijs was dertig pond.
Na de oorlog gaf Gadd les in het noordoosten van het land. Hij werkte op clubs in Brancepeth, Beamish Park en Bishop Auckland.
In 1984 kreeg Gadd zijn amateurstatus terug. Hij had enkele jaren helemaal niet meer gespeeld en speelde daarna nog bijna vijftien jaar als lid van de Ellesmore Port Golf Club. Hij hield altijd een single handicap.

## Gewonnen
onder meer:
Europees Circuit
- 1933: Frans Open
- 1937: Iers Open

Engeland
- Northumberland and Durham Golf Alliance Cup 1953-1959